# Orrouer
Orrouer település Franciaországban, Eure-et-Loir megyében. Lakosainak száma 282 fő (2022. január 1.). Orrouer Fruncé, Ollé, Saint-Georges-sur-Eure és Saint-Luperce községekkel határos.

## Népesség
A település népességének változása:
| Lakosok száma | 164  | 186  | 196  | 278  | 292  | 303  | 301  | 287  | 284  | 282  |
|               | 1968 | 1982 | 1990 | 2006 | 2013 | 2015 | 2017 | 2019 | 2020 | 2022 |